# Latin American Tour – Live 2009
Die Latin American Tour – Live 2009 war eine Konzerttournee des britischen Musikers und Komponisten Peter Gabriel, die am 16. März 2009 in Medellín begann und am 31. März 2009 in Monterrey endete.

## Hintergrund
Peter Gabriel spielte selten in Südamerika. Bei den Human Rights Now!-Konzerten 1988 im Auftrag von Amnesty International mit Sting, Tracy Chapman, Youssou N’Dour, Bruce Springsteen und Inti-Illimani wurde den Musikern die Einreise nach Chile verweigert und deswegen spielten sie ein legendäres Konzert in Mendoza, Argentinien, das in der Nähe der chilenischen Grenze liegt. Biko führte er zusammen mit der chilenischen Band Inti-Illimani auf. Diese hatten während der Pinochet-Diktatur im Exil gelebt und genossen in der Musikwelt ein hohes Ansehen. Am 24. März 2009 spielten sie mit Gabriel bei dem Konzert in der Movistar Arena in Santiago de Chile, Chile die Lieder Wallflower und In Your Eyes.
Mehr als 180.000 Besucher an den acht Terminen sorgten für rund 20 Millionen US-Dollar Umsatzerlöse. Auf der Rangliste der erfolgreichsten Musiktourneen des Jahres 2009 belegte die Tournee Platz 117.

## Setlist
Setlist von dem Konzert am 31. März 2009 in der Arena Monterrey in Monterrey in Mexiko.

### Intro
1. Zaar (vom Zuspieler)

### Hauptset
1. The Rhythm of the Heat
2. On the Air
3. Intruder
4. Steam
5. Blood of Eden
6. Games Without Frontiers
7. No Self Control
8. Mother of Violence
9. Darkness
10. The Tower That Ate People
11. San Jacinto
12. Burn You Up, Burn You Down
13. Secret World
14. Solsbury Hill
15. Sledgehammer
16. Signal to Noise

### Zugabe
1. In Your Eyes
2. Red Rain
3. Father, Son
4. Biko

### Weitere Titel
Während der Tournee wurden außerdem gespielt:
1. Come Talk to Me, nur am 29. März 2009 in der Arena VFG in Guadalajara, Mexiko
2. Wallflower, nur am 24. März 2009 in der Movistar Arena in Santiago de Chile, Chile mit Inti-Illimani

## Mitwirkende
(Quelle: )

### Musiker
- Richard Evans – E-Gitarre, Mandoline, Flöte
- Melanie Gabriel – Begleitgesang
- Peter Gabriel – Hauptgesang, Keyboards
- Tony Levin – E-Bass
- Ged Lynch – Schlagzeug
- Angie Pollock – Keyboards
- David Rhodes – E-Gitarre

### Technisches Personal
- Richard „Dickie“ Chappell – Techniker für Peter Gabriel
- Ben Findlay – Front of House-Techniker
- Matt Gourd – Video-Techniker
- Brian Hosey – Agent
- Tom Howat – Tontechniker
- Steve Kellaway – Beleuchtungsmeister
- Dan Lavi – Schlagzeug-Techniker
- Chris Lawson – E-Gitarren-Techniker
- Dee Miller – Monitor-Tontechniker
- Johnnie Podell – Agent
- Dan Roe – Keyboard-Techniker
- Michele Russotto – E-Bass-Techniker
- Antti Saari – Beleuchtungsmeister
- Rob Sinclair – Lichtdesigner
- Dave Taraskevics – Tourneeleiter
- Andy Tonks – Video-Techniker
- Gary Trew – Produktionsleiter
- Simon Welch – Funk-Techniker

## Konzerttermine
| Nr.             | Datum           | Land            | Stadt             | Veranstaltungsort         | Besucher                   | Einnahmen    |              |
| Südamerika      | Südamerika      | Südamerika      | Südamerika        | Südamerika                | Südamerika                 | Südamerika   |              |
| --------------- | --------------- | --------------- | ----------------- | ------------------------- | -------------------------- | ------------ | ------------ |
| 1               | 16. März 2009   | Kolumbien       | Medellín          | Estadio Atanasio Girardot | 20.300 / 20.300            | $ 2.313.095  |              |
| 2               | 18. März 2009   | Venezuela       | Caracas           | Campo Olímpico            | 12.900 / 12.900            | $ 1.469.898  |              |
| 3               | 20. März 2009   | Peru            | Lima              | Estadio Monumental "U"    | 29.880 / 30.000            | $ 3.404.694  |              |
| 4               | 22. März 2009   | Argentinien     | Buenos Aires      | Estadio José Amalfitani   | 37.600 / 37.600            | $ 4.284.354  |              |
| 5               | 24. März 2009   | Chile           | Santiago de Chile | Movistar Arena            | 15.441 / 15.441            | $ 1.759.434  |              |
| 6               | 27. März 2009   | Mexiko          | Mexiko-Stadt      | Foro Sol                  | 44.129 / 44.129            | $ 5.028.304  |              |
| 7               | 29. März 2009   | Mexiko          | Guadalajara       | Arena VFG                 | 10.122 / 10.125            | $ 1.153.357  |              |
| 8               | 31. März 2009   | Mexiko          | Monterrey         | Arena Monterrey           | 13.715 / 13.800            | $ 1.562.763  |              |
| Zusammenfassung | Zusammenfassung | Zusammenfassung | Zusammenfassung   | Zusammenfassung           | 184.087 / 184.295 (99,9 %) | $ 20.975.899 | $ 20.975.899 |